# Victor Schiøler
Victor Schiøler (* 7. April 1899 in Kopenhagen; † 17. Februar 1967) war ein dänischer Pianist.
Der Sohn des Komponisten Viktor Bendix und der Pianistin Augusta Schiøler hatte ersten Klavierunterricht bei seiner Mutter und studierte dann bei Ignaz Friedman und Artur Schnabel. Nach seinem Debüt 1914 begann er eine internationale Laufbahn als Konzertpianist, Dirigent und Veranstalter. Nach der Besetzung Dänemarks durch Deutschland verweigerte er jede Zusammenarbeit mit den Besatzern und absolvierte ein Medizinstudium. 1943 floh er mit seiner Familie nach Schweden, wo er seine Tätigkeit als Konzertpianist wieder aufnahm.
Im Mittelpunkt seines Repertoires standen die Komponisten der Romantik und Spätromantik wie Frédéric Chopin, Alexander Skrjabin, Sergei Rachmaninow und Camille Saint-Saëns. Seit den 1920er Jahren spielte Schiøler auch Werke auf Platte ein, seine Aufnahmen von Stücken Chopins aus dem Jahr 1924 gelten als die ältesten Aufnahmen eines dänischen Pianisten. Erhalten sind auch Einspielungen von Werken Domenico Scarlattis, Ludwig van Beethovens, Edvard Griegs, Johannes Brahms’ und Jean Sibelius’. Einer der Schüler Schiølers war der Pianist Victor Borge.
Er wurde am 9. März 1964 von König Frederik IX. von Dänemark mit der dänischen Verdienstmedaille Ingenio et arti ausgezeichnet.